# ファンタシースターオンライン エピソード1&2 Plus
『ファンタシースターオンライン エピソード1&2 Plus』（ファンタシースターオンライン エピソード ワンアンドツー プラス）は、株式会社セガから発売されたRPGの改訂版。

## 概要
『ファンタシースターオンライン エピソード1&2』の廉価版として発売されたが、通常版には無かった新ステージへ行けるクエストや、当時は未配信だった"エピソード2"のチャレンジモードをオフラインでマルチプレイできるなどの機能が加わった。
任天堂ゲームボーイアドバンスのジョイキャリー機能に対応しており、『ナイツ』や『ぷよぷよ』などをダウンロードして楽しむことができる。

## ストーリー
ストーリーに関しては『ファンタシースターオンライン エピソード1&2』と同じである。

## ステージ
この『エピソード1&2 Plus』では、ステージが一部改変されている。ステージとその詳細は以下の通りである（登場するエネミーは、ノーマル 〜 ベリーハードに出現する通常キャラクターである）。

### エピソード1

#### 森エリア
森エリアは、PSOで最初に行くことのできるステージで、初心者向けに作られている。登場エネミーの種族はNative（ネイティブ）。
基本のステージなので当然敵も弱めだが、一部に強めの敵などがいる。ストーリーとの関連としては、物語のきっかけとなるセントラルドームなどがある。敵は以下の通りである。
- ブーマ
- ゴブーマ
- ジゴブーマ
- ラグ・ラッピー
- アル・ラッピー（ラグ・ラッピーの希少種）
- サベージウルフ
- バーベラスウルフ
- ヒルデベア
- ヒルデブルー（ヒルデベアの希少種）
- モネスト
- モスマント
- ドラゴン（ボス）

#### 洞窟エリア
洞窟エリアは、森エリアをクリアすることによって行くことができるようになるステージ。登場エネミーの種族はA.Beast（アルタード・ビースト）。
このステージは1、2、3、地下水路で構成されていてクリアするまでの時間がかかり、その上入る度に極端に地形が変わって覚えにくいなど、上級者までも頭を悩ませるステージ。敵は普通ぐらいの強さだが、ボスの攻略は難しい。
敵は以下の通りである。
- エビルシャーク
- パルシャーク
- ギルシャーク
- グラスアサッシン
- ナノノドラコ
- ポイゾナスリリー
- ナルリリー（ポイゾナスリリーの希少種）
- プフィスライム
- パンアームズ
- ミギウム
- ヒドゥーム
- デ・ロル・レ（ボス）

#### 坑道エリア
坑道エリアは、洞窟エリアをクリアすることで行く事ができるようになるステージ。登場エネミーの種族はMachin（マシン）。
このステージでは、アイテムボックスからマグが出現し、「天然マグ」として上級者からも重宝されている。
ストーリーとの関連性としては、
- パイオニア1の人員がこの坑道を作ったこと
- この坑道のエネミーマシンがパイオニア1の人員と力をあわせて働いていたこと
- 坑道に出てくるエネミーマシンは昔はハンター側の仲間だったが、現在はウイルスに感染して暴走している
- 坑道の地下からは次ステージである遺跡が発掘される
- この坑道はその遺跡を発掘するためのものだった

などが挙げられる。
敵は以下の通りである。
- ギルチック
- タブチック
- カナディン
- カナン
- シノワビート
- シノワゴールド
- ギャランゾ
- ボルオプト（ボス）

#### 遺跡エリア
遺跡エリアは、坑道エリアをクリアし、なおかつ各ステージに1つずつあるモニュメントを計3つ押すことで行くことができるようになるステージ。登場エネミーの種族はDark（ダーク）。
このステージが最終面であり、このステージのボスを倒すと次の難易度（ハード、ベリーハード、アルティメット）へ行くことができる。ちなみにボスのダークファルスは、難易度によって形態が変わる。
ストーリーとの関連としては、
- セントラルドームの爆発の原因を作ったのはダークファルスである
- ダークファルスが肉体を持つために寄生した人間は、総督コリン・タイレルの実娘、リコ・タイレルである
- この遺跡は、ダークファルスを封印した巨大宇宙船である

などが挙げられる。
敵は以下の通りである。
- ディメニアン
- ラ・ディメニアン
- ソ・ディメニアン
- ダークベルラ
- デルセイバー
- カオスソーサラー
- カオスブリンガー
- ダークガンナー
- デスガンナー
- クロー
- バルクロー
- ダークファルス（ボス）

### エピソード2

#### VR神殿
VR神殿エリアではEP2で最初に行くことができるエリアである。EP1の最初のステージである森エリアとは打って変わって弱体化されているものの、EP1の最終面の雑魚敵キャラクターであるディメニアンやダークベルラなどが普通に登場するなど、難易度は高い。マップはVer2のバトルステージの一部使い回しである。
敵は基本的にEP1の使い回しであるが、ボスキャラクターのバルバレイのみオリジナルであり、デ・ロル・レ戦のようであるが麻痺・毒能力があるなど強化されている。ラッピー系についてはオンラインでは季節ごとに出現するレアラッピーが異なるというイベントが存在し、そのラッピーを探すためにEP2の一人でいけるエリアだけをひたすら周回する者も存在した。
音楽としては初代『ファンタシースター』のダンジョンの曲などファンタシースターシリーズのいくつかの曲の一部が組み合わせられアレンジされている。
ストーリー的には神殿と宇宙船はガルダバル島を調査する能力があるかを確かめる適性試験となっている。アルファとベータの全2層。
- ディメニアン
- ラ・ディメニアン
- ソ・ディメニアン
- ダークベルラ
- ポイゾナスリリー
- グラスアサッシン
- ラグ・ラッピー
- ラブ・ラッピー（ラグ・ラッピーの希少種）
- エグ・ラッピー（イースター期間限定レアラッピー）
- ハロー・ラッピー（ハロウィン仕様のラッピー）
- セント・ラッピー（クリスマス仕様のラッピー）
- バルバレイ（ボス）

#### VR宇宙船
神殿をクリアするといけるようになるエリア。これもバトルステージの使いまわしである。敵も基本的にEP1の使いまわしであるがボスはオリジナル。これもアルファとベータの二層構造となっている。
GC版ではバグでアイテムをドロップしない部屋があり、クエストであるそれぞれの明日やMAXIMUM ATTACKですら該当するマップがあるためレアアイテムを探す場合は注意が必要である。
曲としては『ファンタシースター2』の戦闘曲・ダンジョンの曲などをいくつか組み合わせアレンジしたものとなっている。
前述のとおりこのマップも適性試験であり、クリアすることによってガルダバル島へと降り立てる。
- ギルチック
- ダブチック
- ダブイッチ
- カオスソーサラー
- ギャランゾ
- デルセイバー
- パンアームズ
- バーベラスウルフ
- サベージウルフ
- ゴルドラゴン（ボス）

#### 中央管理区
EP2の中核をなすステージで、森林（2層構成）・海岸・高山の各マップ最深部にあるスイッチを押すことによって中央管理区のセキュリティが解除され進むことが可能である。これらのスイッチの前には中ボスを倒す必要性がある。通常モードでは各マップを攻略する順番は任意であり、パーティプレイでは全員が違うエリアを同時進行するなども可能である。
アルティメットモードでは敵の回避力が極めて高く、命中率の低いハンターやフォースでは命中がたとえ最大まであっても苦戦するほどである。さらにアルティメットではウル・ギボンの攻撃がギゾンデに変わり感電効果もあるため、対策をしていないとソルアトマイザーがすぐになくなる、一部の攻撃が即死系に変更されているなど厄介である。
ボスのガル・グリフォンの衝撃波攻撃は極めて強力であり、チャレンジモードでは多くのキャラが即死するほどの強さであり、通常プレイでもアルティメットでは雷撃や竜巻に多段ヒットして即死する危険性もある。制御塔(東塔）へ行くためには通過せねばならない。
- メリルリア
- メリルタス
- ウル・ギボン
- ゾル・ギボン
- ギー
- シノワベリル
- シノワスピゲル
- ギブルス（高山エリア中ボス）
- メリカロル（密林エリア中ボス）
- ギ・グー（海岸エリア中ボス）
- ガル・グリフォン（ボス）

#### プラント上層部
EP2のストーリーモード最終ステージ。ほかにも制御塔（西塔）に行くためには通過せねばならないが、入り口はランダムである。
アルティメットモードでは管理区同様回避力が極めて高い敵も多いものの、全体的に闇耐性の低い敵が多いため、高レベルのメギドや即死系EXのある武器があれば有利に戦える。アルティメットでは一部攻撃が即死系に変更されている。レコンは回避力が低く、防御力が高いため、経験値吸収EXがあればいわゆるマクロ行為により経験値吸収で簡単にレベルアップをすることが可能であったが、ブルーバーストでは対策され不可能となった。アンドロイドであれば吸収力も上がるため命中力のみ強化してしまえば簡単にレベル上げが可能である。
全2層構成。チャレンジモードでは一部の敵の経験値が通常ノーマルモードをに比べて非常に多くなっている。
ボスの天罰攻撃はGCまでであれば全エネミー中最強攻撃であり、HPが最大のキャラクターですら耐えることができない。
オンラインクエスト「それぞれの明日」ではオルガフロウ戦後即座に街へと強制送還され、なぜかアイテムを回収できない。
- ドルムオルム
- ドムダール
- レコン
- レコボクス
- シノワゼレ
- シノワゾア
- デルバイツァ
- デルデプス
- オルガフロウ（ボス）

#### 制御塔
『Plus』で追加されたマップで、『Plus』で追加されたEP2クエスト内でのみ行くことが出来るステージ。オンラインではほかのディスクでもプレイできたが、オフラインでもプレイできるのはPlusのみであった。
東塔と西塔に分かれるがエネミーの種類はどちらも同じ。このマップ専用のエネミーの他、中央管理区やプラントの中ボスクラスの敵が出現する。
中ボスクラスが出現するだけあり、即死攻撃や状態異常、近〜中距離にめっぽう強い敵が多い為、難易度は高い。とくにアルティメットでは即死攻撃が増えており、難易度が非常に高くなっている。
- メリカロル
- メリキュス
- メリクル
- ギブルス
- ギ・グー
- デルヴァイツァ
- レコン
- レコボクス
- イルギル
- デルリリー
- イプシロン

## オンラインサービス廃止
この『ファンタシースターオンライン エピソード1&2 Plus』は、2007年3月31日23時59分をもって、オンラインサービスを終了した。